# 10月19日
10月19日是阳历一年中的第292天（闰年第293天），离全年的结束还有73天。

## 大事记

### 19世紀以前
- 前202年：在第二次布匿战争期间，羅馬共和國指揮官大西庇阿率领的军队在札馬戰役中战胜迦太基共和國統帥汉尼拔率领的军队；並在兩國和約中訂定後者割讓所有海外領土、賠款五十萬塔蘭托銀兩、繳交所有軍艦及戰象以及不得羅馬未獲許可下對外作戰。
- 439年：汪達爾人攻占羅馬帝國位於的阿非利加省首府迦太基，並建立汪達爾人第一個亦是最後一個國家「汪達爾-阿蘭王國」。
- 1469年：亞拉岡王國王儲費爾南多二世與卡斯提亞王國公主結婚，為後來西班牙統一的基礎。
- 1644年：大清帝國攝政王多爾袞迎接自滿族故都盛京遷往新都北京的清世祖（清章帝）。
- 1781年：羅尚博伯爵和喬治·華盛頓率領的法美聯軍在約克鎮圍城戰役擊敗查爾斯·康沃利斯的英國軍隊。
- 1789年：曾經參與《聯邦黨人文集》編寫的美國法學家約翰·傑伊宣誓就任首任美國首席大法官。

### 19世紀
- 1812年：俄法戰爭：拿破崙因俄羅斯帝國指揮官巴克萊·德托利焦土政策施行下，撤离已被俄軍焚毀的莫斯科城，此次失敗催生了第六次反法同盟的建立並加速法蘭西帝國踏入歷史墳墓的步調。
- 1813年：在奧地利帝國、俄羅斯帝國及普魯士王國聯軍進逼的情況下拿破崙因種種指揮失利而在萊比錫戰役中慘敗，並使殿後的波蘭裔帝國元帥約澤夫·波尼亞托夫斯基負傷落水身亡（圖）。
- 1900年：德國物理學家馬克斯·普朗克推論出普朗克黑體輻射定律，為現代物理學與量子力學先驅。

### 20世紀
- 1904年：菲律宾理工大学成立。
- 1914年：第一次世界大戰：協約國在第一次伊珀爾戰役中開始與德軍交火。
- 1933年：在國家社會主義德國工人黨成為威瑪共和國國會多數下，總理阿道夫·希特勒宣布退出国际联盟。
- 1938年：日軍推進中國華南最大城市——廣州。
- 1940年：国民政府向八路军和新四军发出皓电，要求两军按命令移防，以解决他们与国军的冲突，结果反而造成皖南事变。
- 1943年：美国罗格斯大学賽爾曼·A·瓦克斯曼实验室首次成功從革蘭氏陽性放線菌灰色鏈黴菌培養液中分離出鏈黴素，后成为首个用于治疗肺结核的抗生素。
- 1943年：《解放日报》全文发表毛泽东的《在延安文艺座谈会上的讲话》。
- 1950年：在中華人民共和國政府與噶廈談判破裂後，中國人民解放軍依照西藏和平解放計畫成功佔領城關鎮。
- 1950年：韓戰：以道格拉斯·麥克阿瑟為首的联合国军占领北朝鲜首都平壤，平壤战役结束，联合国军持續向鸭绿江前進直至同為共產主義陣營之中華人民共和國覺得深受威脅，因此派遣中國人民志願軍介入衝突為止。
- 1950年：韓戰：因联合国军的逼近，中華人民共和國派遣中国人民志愿军第一批参战部队，跨过鸭绿江，进入朝鲜民主主义人民共和国境内，参与「抗美援朝」战争。
- 1952年：阿兰·邦巴尔开始了孤身横跨大西洋的航行，以验证他总结的一个人可以在没有食物供应的情况下在横跨海洋的理论。
- 1954年：奧地利登山隊基希、依約里里爾、夏爾巴人潘辛格和盤沙達瓦四人，在尼泊爾嚮導的帶領下，沿北坡登上了峰頂，成為人类首次登上卓奥友峰。
- 1956年：日本和苏联签署日苏共同宣言，标志着日本和苏联两国结束战争状态，实现邦交正常化。惟兩國的領土爭議至今仍未解決，參見南千岛群岛。
- 1987年：美国道琼斯工业平均指数在黑色星期一中下跌22.6%，创下历史上单日最大的百分比跌幅。同日香港爆發八七股災。
- 1987年：兩伊戰爭：美國海軍部隊摧毀了伊朗在波斯灣的兩個石油平台，以回應三天前伊朗對一艘科威特油輪的導彈攻擊。
- 1993年：巴基斯坦人民黨領導人貝娜齊爾·布托再任總理，1996年辭職下台。於1988－1990年首次出任。

### 21世紀
- 2004年：缅甸国家和平与发展委员会（軍政府）任命和发会第一秘书长梭温中将为缅甸新总理。
- 2005年：飓风威尔玛测得最低气压纪录882毫巴（百帕）而成为威力最强的北大西洋热带气旋之一。
- 2006年：一名蒙古女郎阿尔丹杜雅·沙丽布在马来西亚靠近首都吉隆坡的莎阿南区偏僻处，遭人使用C4炸药杀害，或先被杀害后再用C4炸药毁尸灭迹[1]。
- 2020年：國家運輸安全調查委員會公布普悠瑪事故最終調查報告:提出含司機員操作、調度員及檢查員協助等50項肇事因素及向交通部、交通部台鐵局、交通部鐵道局及普悠瑪列車供應商日商住友商事株式會社等政府和公司共27項組織管理改善建議。

## 出生
- 711年：唐肅宗李亨，唐朝皇帝（762年逝世）
- 1276年：久明親王，日本鎌倉幕府第8代征夷大將軍（1328年逝世）
- 1721年：德金，法國東方學家、漢學家，認為中國原先是埃及的殖民地（1800年逝世）
- 1851年：明成皇后，朝鮮王朝高宗王妃（1895年逝世）
- 1862年：奥古斯特·呂米埃，法國電影先驱、發明家（1954年逝世）
- 1864年：黎元洪，袁世凱死後，其曾兩次擔任中華民國大總統（1928年逝世）
- 1885年：查爾斯·E·美林，美國美林證券創始人（1956年逝世）
- 1890年：劉紀文，中國政治人物，首任南京市長（1957年逝世）
- 1892年：陳公博，中國民初政治人物（1946年逝世）
- 1895年：劉易斯·芒福德，美國歷史學家、科學哲學家、文學評論家、城市建築研究作家（1990年逝世）
- 1895年：鄭逸梅，中國作家、文史學家、教育家（1992年逝世）
- 1899年：米格爾·安赫爾·阿斯图里亞斯，危地馬拉作家，1967年諾貝爾文學獎得主（1974年逝世）
- 1901年：阿利·伯克，美國海軍將領（1996年逝世）
- 1908年：盖尔·特维特，挪威作曲家、鋼琴家（1981年逝世）
- 1909年：瑪格麗特·佩里，法國物理學家，化學元素鍅的發現者（1975年逝世）
- 1910年：蘇布拉馬尼扬·錢德拉塞卡，印度裔美國物理学家，1983年諾貝爾物理學獎得主（1995年逝世）
- 1916年：让·多塞，法國免疫學家，1980年諾貝爾生理學或醫學獎得主（2009年逝世）
- 1917年：伊斯梅爾·羅德里格斯，墨西哥電影編導，被譽為墨西哥人民電影藝術家（2004年逝世）
- 1918年：羅素·柯克，美國政治理論家、現代保守主義奠基人之一（1994年逝世）
- 1924年：盧博米爾·什特勞加爾，捷克斯洛伐克政治人物，前任捷克斯洛伐克總理（2023年逝世）
- 1928年：博里萨夫·約维奇，南斯拉夫總統（2021年逝世）
- 1929年：劉易斯·沃爾珀特，南非裔英籍發育生物學家、科普作家（2021年逝世）
- 1931年：馬諾洛·埃斯科瓦爾，西班牙歌手、演員（2013年逝世）
- 1931年：約翰·勒卡雷，英國諜報小說作家（2020年逝世）
- 1937年：彼得·馬克斯，德裔美籍普普藝術家，作品於美國廣告設計界、包裝設計等影響深遠
- 1937年：葉楓，香港電影女演員
- 1940年：邁可·坎邦，愛爾蘭裔英國男演員（2023年逝世）
- 1942年：吉姆·羅傑斯，美國投資家、量子基金創始人，哥倫比亞大學教授
- 1944年：吳永洙，韓國演員，因出演《魷魚遊戲》而為人熟知
- 1945年：約翰·利思戈，美國演員、音樂人、作家
- 1946年：王毅，中國外交官、政治人物，前任中國外交部長
- 1946年：菲力普·普曼，英國小說家
- 1951年：季米特里奧斯·赫里斯托祖盧，希臘數學家、物理學家
- 1952年：鳥嶋和彥，日本編輯
- 1954年：，美國職業籃球運動員（2024年逝世）
- 1954年：，英格蘭足球領隊
- 1955年：拉沙爾石井，日本搞笑藝人、演員、聲優、舞台劇導演
- 1956年：卡爾婁·武爾班尼，無國界醫生義大利分會的會長，首位確認SARS為一種全新疾病的醫生（2003年逝世）
- 1959年：尼爾·巴爾卡特，以色列商人、政治人物
- 1960年：日高政光，日本動畫導演（2022年逝世）
- 1961年：埃里克·阿斯普豪格，美國行星科學家
- 1962年：，美國世界拳王
- 1962年：特蕾西·舍瓦利耶，英國暢銷歷史小說家
- 1964年：陳志光，香港足球運動員
- 1965年：布拉德·多赫蒂，美國退役籃球運動員
- 1966年：強·法夫洛，美國電影演員、編劇、導演
- 1966年：黎美嫻，香港女演員
- 1967年：下村阳子，日本電子遊戲作曲家
- 1969年：依歡，台灣女性漫画家
- 1969年：馮浩然，香港公務員
- 1969年：梅格·蕾法芙，美國編劇、電影製片人
- 1969年：特雷·帕克，美國動畫師、編劇、電影導演、配音演員、演員、作詞家
- 1969年：艾米·沃爾特，美國政治分析師
- 1969年：佩德羅·卡斯蒂略，祕魯教師、政治人物，前任祕魯總統
- 1975年：高山峰，台灣男演員
- 1975年：畑健二郎，日本漫畫家
- 1977年：，加拿大-美國電影導演、編劇、監製、演員
- 1978年：中島卓偉，日本創作歌手、作曲家
- 1979年，雷佳，中國人民解放軍歌舞團女高音歌唱家，國家一級演員
- 1980年：荷西·鮑帝斯塔，多明尼加裔美國職棒大聯盟球員
- 1981年：海基·科瓦莱寧，芬蘭著名F1赛車手
- 1982年：吉莉安·雅各布斯，美國女演員
- 1983年：林家緯，台灣男子樂團CIRCUS前成員
- 1983年：黃洋，香港足球運動員
- 1984年：藤田咲，日本女性聲優
- 1984年：駱振偉，香港主持人
- 1986年：马蕴雯，中國女子排球運動員
- 1987年：陳威翰，台灣男演員
- 1988年：榎木淳彌，日本男性聲優
- 1990年：陳芷敏，香港女模特兒
- 1991年：李現，中國男演員
- 1991年：菅纫姿，中國女演員
- 1991年：劉慕裳，香港女子空手道運動員
- 1991年：Ayasa，日本搖滾小提琴家、聲優、YouTuber
- 1992年：大塚剛央，日本男性聲優
- 1992年：金智媛，韓國女演員
- 1993年：，巴西職業足球運動員
- 1994年：須賀健太，日本男演員
- 1995年：岳東華，臺灣職業棒球運動員
- 1995年：劉學銘，香港足球運動員
- 1996年：吳永盛，中華民國現役職業籃球運動員
- 1996年：吳希澤，中國男演員、歌手、模特兒
- 1998年：Rena，韓國女子偶像團體PRISTIN成員
- 2000年：莊昕諺，臺灣職業棒球運動員
- 2000年：姬振，韓國女子偶像團體本月少女成員
- 2004年：埃文·弗格森，愛爾蘭職業足球運動員
- 2005年：劉清漪，中國女子霹靂舞運動員

## 逝世
- 1216年：約翰，英格蘭國王（1166年出生）
- 1587年：弗朗切斯科一世，美第奇家族第二代托斯卡纳大公（1541年出生）
- 1745年：乔纳森·斯威夫特，爱尔兰作家，《格列佛游记》作者（1667年出生）
- 1813年：约泽夫·波尼亚托夫斯基，波兰帝国元帅。（1763年出生）
- 1851年：瑪麗-泰蕾茲，法國長公主（1778年出生）
- 1899年：法兰西斯·古德里，南非數學家、植物學家（1831年出生）
- 1936年：鲁迅，中國文學家（1881年出生）
- 1937年：欧内斯特·卢瑟福，新西兰物理学家，1908年诺贝尔化学奖得主（1871年出生）
- 1973年：石川太刀雄，日本醫生、病理學家（1908年出生）
- 1986年：薩莫拉·馬謝爾，莫桑比克政治人物，首任莫桑比克總統（1933年出生）
- 1994年：歐德里希·切爾尼克，捷克斯洛伐克政治人物，曾任捷克斯洛伐克總理（1921年出生）
- 1999年：曾联松，中華人民共和國國旗－五星紅旗設計者、上海商人（1917年出生）
- 2003年：阿利雅·伊泽特贝戈维奇，首任波斯尼亞和黑塞哥維那总统（1925年出生）
- 2004年：肯尼斯·艾佛森，加拿大計算機科學家（1920年出生）
- 2012年：林肯·亞歷山大，加拿大政治人物、律師（1922年出生）
- 2012年：申東靖，台灣男歌手（1983年出生）
- 2014年：唐納德·阿什利，香港鼓手、作曲家、填詞人和監製，有「亞洲鼓王」之稱號（1956年出生）
- 2018年：下村脩，日本有機化學家、海洋生物學家，2008年諾貝爾化學獎得主（1928年出生）
- 2024年：楊振懷，中國政治人物（1928年出生）

## 节假日和习俗
- 纽埃：憲法日
- 日本：共育之日